# Château de Grosmont
Le château de Grosmont (en anglais : Grosmont Castle) est un château fort sur la frontière entre le Pays de Galles et l'Angleterre. Il est un monument classé.

## Histoire
Le château, aussi nommé castell y Grysmwnt (en gaélique) Grisemount ou Grisemond, est un château ruiné situé à Grosmont, tire son nom de Gros Mont se situe dans le Monmouthshire au Pays de Galles ; il est un édifice reconnu et protégé pour son aspect historique, architectural ou culturel exceptionnel depuis le 1er septembre 1956. Il se trouve à 18 km en amont de Monmouth sur la Monnow.

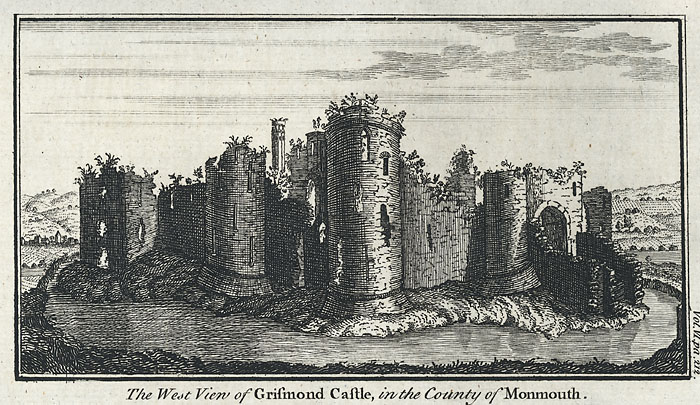
Gravure du château en 1760.

Il est érigé en pierres par Guillaume Fitz Osbern sur une motte féodale qui devait déjà avoir un château en bois. La construction se poursuivit sous la conduite de Roger de Breteuil, son fils. Il fait partie du triptyque de fortifications, avec le château Blanc et celui de Skenfrith, qui protègent la frontière entre Galles du Sud et Angleterre.